# Isola degli uccelli (Gironda)
L'Isola degli uccelli (Île aux Oiseaux in francese) è una piccola isola francese situata nel territorio del comune francese di La Teste-de-Buch, al centro del bacino d'Arcachon.

## Geografia
Tra le varie ipotesi potrebbe trattarsi di un antico banco di sabbia oppure dei resti di un'alta duna formata dai venti e dalle correnti marine, la cui base si sarebbe fissata nel corso dei tempi ove si trova ora.
La sua superficie varia in funzione della maree: una media di circa 300 ettari con l'alta marea e più di 3000 con la bassa marea.

## Storia

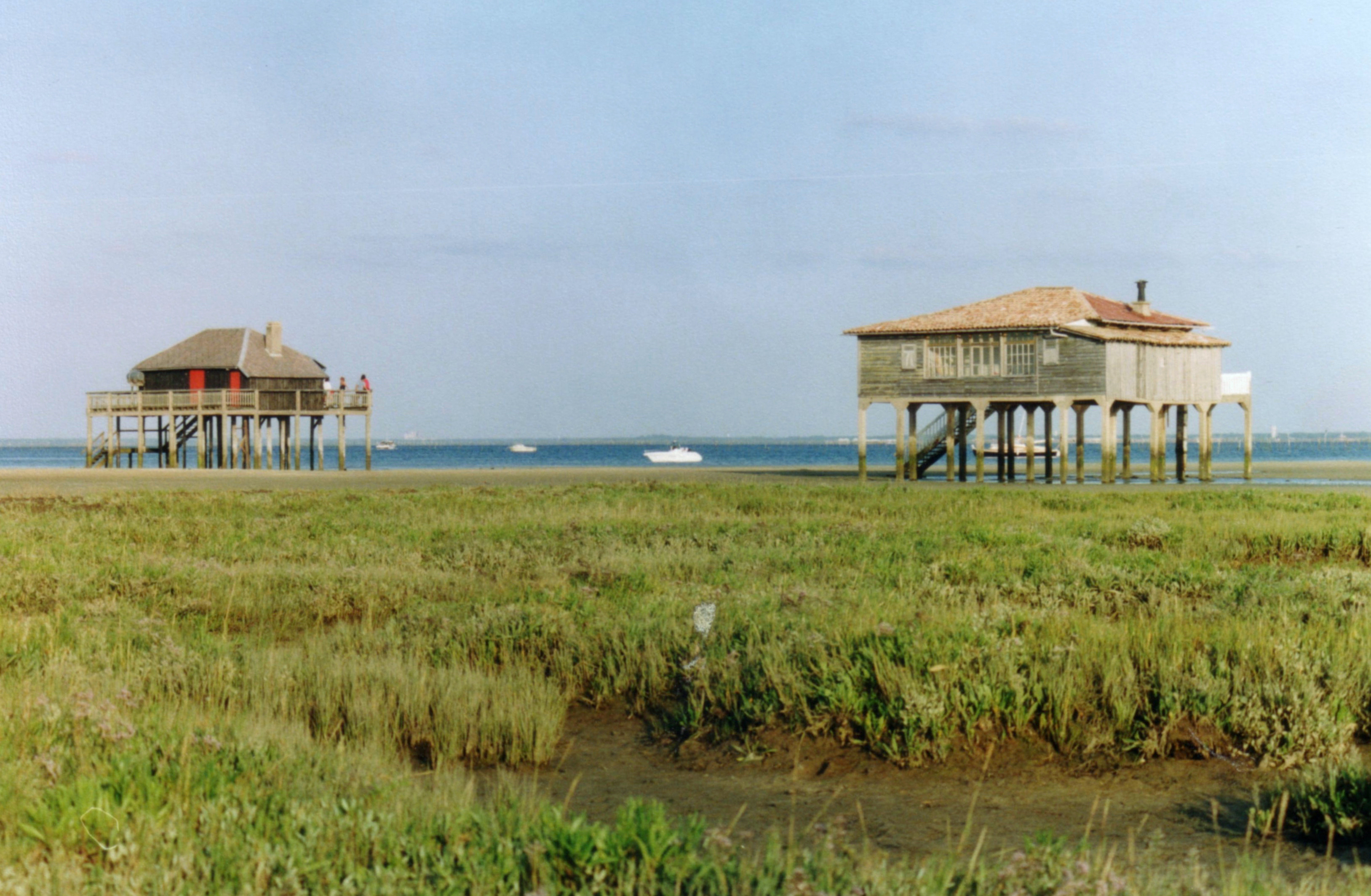
Capanne su palafitte dell'isola degli uccelli

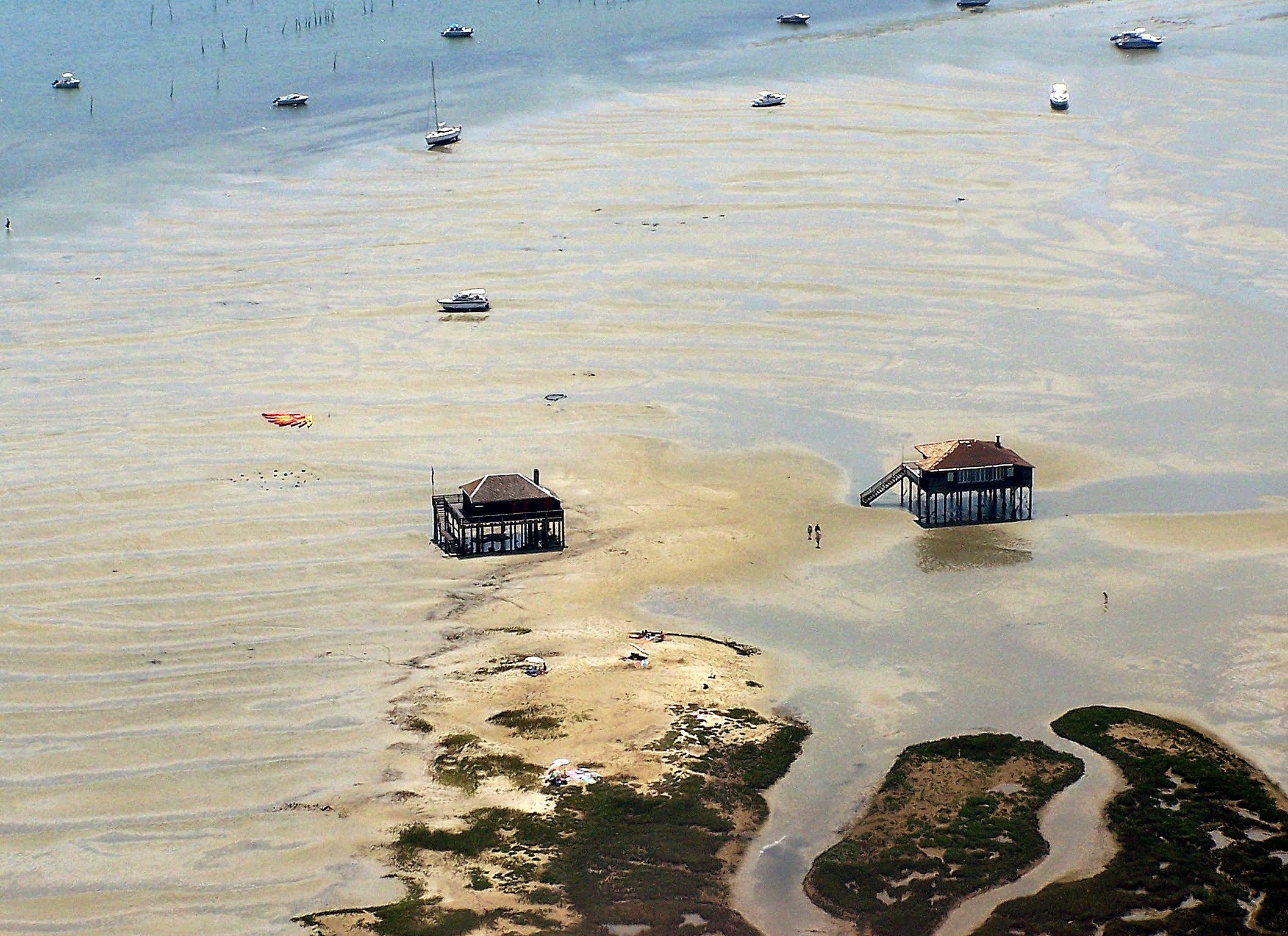
Veduta aerea delle capanne su palafitte del bacino d'Arcachon

L'isola veniva utilizzata una volta dagli abitanti del bacino come luogo di pascolo per le mandrie di mucche e di cavalli che vi si portavano a nuoto dai villaggi più vicini, il che ha dato il nome alla punta fra il Petit Piquey e il Grand Piquey: ponte dei cavalli.
Durante le tempeste, in particolare quelle del 1714 e del 1882, l'isola venne sommersa e gli animali decimati. Da allora è divenuta terreno di caccia e di pesca, attività oggi severamente regolamentate, condotte con tonnes (capanni di caccia), laghi, un pozzo artesiano di acqua dolce, poi con capanne  (52) di cui due su palafitte, divenute simbolo del bacino. Essa è contornata da parchi di ostricoltura.
L'isola, la cui forma viene modificata dalle maree, rimane un rifugio per gli uccelli migratori e per le spigole e branzini.
Dall'inizio del XX secolo vi è un servizio regolare di escursioni in battello dal porto di Arcachon.
L'isola è divenuta, con il decreto del 21 agosto 2008, un sito naturale classificato.